# Karl Linder (Politiker, 1849)
Karl Linder (* 1. April 1849 in Leinau; † 12. März 1905 ebenda) war ein deutscher Brauereibesitzer, Politiker und Mitglied des Deutschen Reichstags.

## Leben
Linder besuchte die Volksschule in Pforzen und machte dann Privatstudien. Er besuchte die Unteroffizier-Aspirantenschule des 1. Kürassier-Regiments Prinz Karl in München. Er betrieb Landwirtschaft, kaufte 1885 die Gemeindeschmiede und war seit 1889 Bürgermeister-Stellvertreter und Ortsvorsteher der Ortschaft Leinau sowie Distriktsrat und Referent des landwirtschaftlichen Bezirksvereins Kaufbeuren.
Ab 1898 war er Mitglied des Deutschen Reichstags für den Wahlkreis Schwaben 5 (Kaufbeuren, Mindelheim, Oberdorf, Füssen) und die Deutsche Zentrumspartei. Das Mandat endete mit seinem Tode.